# Roberto Dunn Barreiro
Roberto Dunn Barreiro (5 de mayo de 1942, Guayaquil, Ecuador) es un político y empresario ecuatoriano. Como parte del grupo Dunn, fue uno de los dueños de la extinta aerolínea Saeta, de la que además fue presidente ejecutivo. Fundó también varias empresas importadoras, licoreras y de venta de vehículos. Además, Fue uno de los fundadores de diario Expreso.
Fue ministro de gobierno durante el primer año de la presidencia de Jaime Roldós Aguilera (de 1979 a 1980), luego se desempeñó como presidente del Banco de Desarrollo del Ecuador hasta 1983. También ocupó el puesto de Director Nacional de Turismo.
En 1984 fue elegido diputado nacional por el Partido Roldosista Ecuatoriano. En el Congreso fue presidente de la Comisión Especial de Asuntos Internacionales y representante del Parlamento en la Junta de Defensa Nacional. Tiempo después se desempeñó en el Parlamento Andino como representante de Ecuador, donde además fue vicepresidente.
En las elecciones legislativas de 1992 obtuvo una curul por el Partido de la Unidad Republicana, del entonces candidato presidencial Sixto Durán Ballén, pero no asumió el puesto al ser nombrado ministro de gobierno por Ballén una vez que ganó la presidencia. Durante su permanencia en el puesto, encuestas realizadas en Quito y Guayaquil lo ubicaron como el ministro más popular del presidente Ballén. Sin embargo, fue también objeto de críticas durante su gestión, llegando a ser amenazado con juicios políticos por parte del Partido Social Cristiano y del Partido Roldosista Ecuatoriano por supuestas violaciones a los derechos humanos e inacción ante el despunte delincuencial.
En 2002 se reveló que la desaparecida aerolínea Saeta, de propiedad del grupo Dunn, debía más de siete millones de dólares a Filanbanco, lo que la convertía en la tercera mayor deudora de la entidad. Roberto Dunn aseveró en esa época que la deuda sería pagado en un plazo de ocho años. Sin embargo, en 2012 se dio a conocer que la deuda de Dunn se ubicaba en 12 millones de dólares y que aún no había sido cancelada.